# RFA Fort Austin (A386)
El RFA Fort Austin (A386) es un buque de aprovisionamiento logístico de la Real Flota Auxiliar de Reino Unido.

## Construcción y características
El Fort Austin fue construido por Scott-Lithgow en Greenock junto a su gemelo RFA Fort Grange (A385). Fue entregado a la Real Flota Auxiliar el 11 de mayo de 1979.
Es un gran barco que desplaza 23 600 toneladas a plena carga y tenía una eslora de 183,9 metros, una manga de 24,1 metros y un calado de 9 metros. Es propulsado por un motor diésel de ocho cilindros 8RND90 Sulzer que suministran un total de 23 200 caballos de fuerza de caldera. Tiene la capacidad de servir de base de helicópteros.

## Historia de servicio
El Fort Austin integró la fuerza de tareas de Reino Unido en la guerra de las Malvinas.